# Indeed!
Indeed! — дебютний студійний альбом американського джазового трубача Лі Моргана, випущений у 1957 році лейблом Blue Note Records.

## Опис
Трубач Лі Морган (якому на той момент було 18 років) записав свій дебютний альбом 4 листопада 1956 року на Blue Note разом зі свої товришем альт-саксофоністом Кларенсом Шарпом (якого Морган спеціально привіз з Філадельфії), піаністом Горасом Сільвером (який на той час залишив The Jazz Messengers і створив власний квартет), басистом Вілбуром Вейром і ударником Філлі Джо Джонсом (учасник гурту Майлза Девіса).
Альбом відкриває «Roccus» Сільвера, яку він первісно написав і записав з квартетом Лу Дональдсона. «Reggie of Chester» і «Stand By» написані Бенні Голсоном, талановитим композитором і тенор-саксофоністом з гурту Діззі Гіллеспі; «The Lady» і «Gaza Strip» Овена Маршалла, трубача і піаніста з Філадельфії; «Little T.» — оригінал молодого трубача Дональда Берда.

## Список композицій
1. «Roccus» (Горас Сільвер) — 8:18
2. «Reggie of Chester» (Бенні Голсон) — 4:55
3. «The Lady» (Овен Маршалл) — 6:39
4. «Little T.» (Дональд Берд) — 8:23
5. «Gaza Strip» (Овен Маршалл) — 3:56
6. «Stand By» (Бенні Голсон) — 5:51

## Учасники запису
- Лі Морган — труба
- Кларенс Шарп — альт-саксофон
- Горас Сільвер — фортепіано
- Вілбур Вейр — контрабас
- Філлі Джо Джонс — ударні

Технічний персонал
- Альфред Лайон — продюсер
- Руді Ван Гелдер — інженер
- Леонард Фезер — текст
- Френсіс Вульфф — фотографія
- Рід Майлз — дизайн